# Gypona sarmenta
Gypona sarmenta är en insektsart som beskrevs av Delong 1980. Gypona sarmenta ingår i släktet Gypona och familjen dvärgstritar. Inga underarter finns listade i Catalogue of Life.